# Chandragiri
Chandragiri (o Payaswani) és un riu del districte de Chittoor a l'estat d'Andhra Pradesh. Neix als Ghats Occidentals i corre en direcció a la mar durant uns 90 km. És navegable per petits bots durant uns 20 km.
Desaigua a la mar a Kasaragod. Dona nom a una ciutat avui barri de Tirupati.